# Europees kampioenschap basketbal mannen 1957
Eurobasket 1957 is het tiende gehouden Europees Kampioenschap basketbal. Eurobasket 1957 werd georganiseerd door FIBA Europe. Zestien landen die ingeschreven waren bij de FIBA, namen deel aan het toernooi dat gehouden werd in 1957 in het Vasil Levski Nationaal Stadion te Sofia, Bulgarije. De Sovjet-Unie werd de uiteindelijke winnaar.

## Eindklassement
1. Sovjet-Unie
2. Bulgarije
3. Tsjecho-Slowakije
4. Hongarije
5. Roemenië
6. Joegoslavië
7. Polen
8. Frankrijk
9. Turkije
10. Italië
11. Finland
12. België
13. Bondsrepubliek Duitsland
14. Oostenrijk
15. Schotland
16. Albanië

## Voorronde
In de voorronde werden de zestien teams verdeeld in vier groepen van vier. De uiteindelijke nummers 1 en 2 gingen door naar de finalegroep, en de nummers 3 en 4 gingen door naar de classificatiegroep.

### Groep A
| Plaats | Land              | Ges. | W | V | PV  | PT  | Verschil |
| ------ | ----------------- | ---- | - | - | --- | --- | -------- |
| 1      | Tsjecho-Slowakije | 6    | 3 | 0 | 273 | 142 | +131     |
| 2      | Joegoslavië       | 5    | 2 | 1 | 244 | 175 | +69      |
| 3      | Schotland         | 4    | 1 | 2 | 148 | 259 | −111     |
| 4      | Albanië           | 3    | 0 | 3 | 136 | 225 | −89      |

| Tsjecho-Slowakije | 123 - 44 | Schotland   |
| Albanië           | 57 - 89  | Joegoslavië |
| Joegoslavië       | 94 - 39  | Schotland   |
| Tsjecho-Slowakije | 71 - 37  | Albanië     |
| Schotland         | 65 - 42  | Albanië     |
| Tsjecho-Slowakije | 79 - 61  | Joegoslavië |

### Groep B
| Plaats | Land        | Ges. | W | V | PV  | PT  | Verschil |
| ------ | ----------- | ---- | - | - | --- | --- | -------- |
| 1      | Sovjet-Unie | 6    | 3 | 0 | 270 | 158 | +112     |
| 2      | Polen       | 5    | 2 | 1 | 188 | 171 | +17      |
| 3      | Turkije     | 4    | 1 | 2 | 179 | 192 | −13      |
| 4      | Oostenrijk  | 3    | 0 | 3 | 133 | 249 | −116     |

| Sovjet-Unie | 107 - 38 | Oostenrijk |
| Polen       | 55 - 50  | Turkije    |
| Turkije     | 80 - 57  | Oostenrijk |
| Sovjet-Unie | 83 - 71  | Polen      |
| Oostenrijk  | 38 - 62  | Polen      |
| Sovjet-Unie | 80 - 49  | Turkije    |

### Groep C
| Plaats | Land                     | Ges. | W | V | PV  | PT  | Verschil |
| ------ | ------------------------ | ---- | - | - | --- | --- | -------- |
| 1      | Bulgarije                | 6    | 3 | 0 | 239 | 155 | +84      |
| 2      | Frankrijk                | 5    | 2 | 1 | 196 | 165 | +31      |
| 3      | Italië                   | 4    | 1 | 2 | 177 | 185 | −8       |
| 4      | Bondsrepubliek Duitsland | 3    | 0 | 3 | 149 | 256 | −107     |

| Bulgarije                | 67 - 52  | Frankrijk                |
| Bondsrepubliek Duitsland | 52 - 73  | Italië                   |
| Bulgarije                | 72 - 45  | Italië                   |
| Frankrijk                | 83 - 39  | Bondsrepubliek Duitsland |
| Italië                   | 59 - 61  | Frankrijk                |
| Bulgarije                | 100 - 58 | Bondsrepubliek Duitsland |

### Groep D
| Plaats | Land      | Ges. | W | V | PV  | PT  | Verschil |
| ------ | --------- | ---- | - | - | --- | --- | -------- |
| 1      | Hongarije | 6    | 3 | 0 | 200 | 154 | +146     |
| 2      | Roemenië  | 5    | 2 | 1 | 205 | 183 | +22      |
| 3      | Finland   | 4    | 1 | 2 | 187 | 207 | −20      |
| 4      | België    | 3    | 0 | 3 | 169 | 217 | −48      |

| Hongarije | 66 - 65 | Roemenië |
| Finland   | 76 - 74 | België   |
| Hongarije | 50 - 39 | Finland  |
| België    | 45 - 57 | Roemenië |
| Roemenië  | 83 - 72 | Finland  |
| Hongarije | 84 - 50 | België   |

## Classificatiegroep
| Plaats | Land                     | Ges. | W | V | PV  | PT  | Verschil |
| ------ | ------------------------ | ---- | - | - | --- | --- | -------- |
| 9      | Turkije                  | 14   | 7 | 0 | 525 | 364 | +161     |
| 10     | Italië                   | 13   | 6 | 1 | 500 | 350 | +150     |
| 11     | Finland                  | 12   | 5 | 2 | 499 | 435 | +64      |
| 12     | België                   | 11   | 4 | 3 | 473 | 461 | +12      |
| 13     | Bondsrepubliek Duitsland | 10   | 3 | 4 | 342 | 364 | −22      |
| 14     | Oostenrijk               | 9    | 2 | 5 | 342 | 364 | −22      |
| 15     | Schotland                | 8    | 1 | 6 | 368 | 492 | −124     |
| 16     | Albanië                  | 7    | 0 | 7 | 340 | 559 | −219     |

| Italië    | 91 - 50 | België                   |
| Finland   | 61 - 47 | Bondsrepubliek Duitsland |
| Schotland | 69 - 56 | Albanië                  |
| Turkije   | 59 - 42 | Oostenrijk               |

| Turkije                  | 83 - 70 | België     |
| Finland                  | 53 - 51 | Oostenrijk |
| Bondsrepubliek Duitsland | 72 - 43 | Albanië    |
| Schotland                | 47 - 91 | Italië     |

| Bondsrepubliek Duitsland | 37 - 57  | Italië    |
| Turkije                  | 100 - 54 | Schotland |
| Oostenrijk               | 58 - 70  | België    |
| Finland                  | 91 - 42  | Albanië   |

| Finland                  | 84 - 67 | België    |
| Oostenrijk               | 48 - 47 | Schotland |
| Albanië                  | 42 - 82 | Italië    |
| Bondsrepubliek Duitsland | 33 - 54 | Turkije   |

| Finland    | 87 - 97 | Italië                   |
| Albanië    | 64 - 97 | Turkije                  |
| Oostenrijk | 55 - 58 | Bondsrepubliek Duitsland |
| België     | 76 - 51 | Schotland                |

| Turkije | 57 - 50 | Italië                   |
| België  | 50 - 46 | Bondsrepubliek Duitsland |
| Finland | 72 - 56 | Schotland                |
| Albanië | 45 - 58 | Oostenrijk               |

| Finland   | 51 - 75 | Turkije                  |
| België    | 90 - 48 | Albanië                  |
| Italië    | 32 - 30 | Oostenrijk               |
| Schotland | 44 - 49 | Bondsrepubliek Duitsland |

## Finalegroep
In de finalegroep zaten de nummers 1 en 2 van de voorrondegroepen. Elk land speelde een wedstrijd tegen de andere groepsgenoten. De uiteindelijke stand van de finalegroep bepaalde wie het toernooi won.
| Plaats | Land              | Ges. | W | V | PV  | PT  | Verschil |
| ------ | ----------------- | ---- | - | - | --- | --- | -------- |
| 1      | Sovjet-Unie       | 14   | 7 | 0 | 537 | 409 | +128     |
| 2      | Bulgarije         | 13   | 6 | 1 | 510 | 456 | +54      |
| 3      | Tsjecho-Slowakije | 12   | 5 | 2 | 505 | 458 | +47      |
| 4      | Hongarije         | 11   | 4 | 3 | 480 | 433 | +47      |
| 5      | Roemenië          | 10   | 3 | 4 | 440 | 462 | −22      |
| 6      | Joegoslavië       | 9    | 2 | 5 | 476 | 584 | −108     |
| 7      | Polen             | 8    | 1 | 6 | 456 | 518 | −62      |
| 8      | Frankrijk         | 7    | 0 | 7 | 417 | 501 | −84      |

| Frankrijk         | 53 - 83 | Sovjet-Unie |
| Tsjecho-Slowakije | 65 - 62 | Hongarije   |
| Polen             | 66 - 70 | Roemenië    |
| Bulgarije         | 99 - 76 | Joegoslavië |

| Polen       | 63 - 77 | Hongarije         |
| Frankrijk   | 45 - 65 | Roemenië          |
| Sovjet-Unie | 97 - 61 | Joegoslavië       |
| Bulgarije   | 82 - 80 | Tsjecho-Slowakije |

| Polen       | 69 - 74 | Bulgarije         |
| Roemenië    | 61 - 76 | Hongarije         |
| Frankrijk   | 72 - 75 | Joegoslavië       |
| Sovjet-Unie | 62 - 60 | Tsjecho-Slowakije |

| Joegoslavië | 74 - 95 | Tsjecho-Slowakije |
| Frankrijk   | 58 - 81 | Hongarije         |
| Sovjet-Unie | 86 - 64 | Polen             |
| Roemenië    | 54 - 67 | Bulgarije         |

| Joegoslavië | 69 - 68 | Polen             |
| Roemenië    | 63 - 87 | Sovjet-Unie       |
| Frankrijk   | 62 - 64 | Tsjecho-Slowakije |
| Hongarije   | 52 - 63 | Bulgarije         |

| Frankrijk         | 65 - 68 | Bulgarije   |
| Tsjecho-Slowakije | 80 - 61 | Polen       |
| Joegoslavië       | 60 - 72 | Roemenië    |
| Hongarije         | 51 - 62 | Sovjet-Unie |

| Hongarije         | 81 - 61 | Joegoslavië |
| Tsjecho-Slowakije | 61 - 55 | Roemenië    |
| Frankrijk         | 62 - 65 | Polen       |
| Bulgarije         | 57 - 60 | Sovjet-Unie |

| Eurobasket 1957 winnaar  |
| ------------------------ |
| Sovjet-Unie Vierde titel |